# Bobby Freeman
Bobby Freeman, född 13 juni 1940 i San Francisco, Kalifornien, USA, död 28 januari 2017, var en amerikansk soulsångare. 
Freeman började redan som ung tonåring syssla med musik. Han fick sitt genombrott 1959 då hans singel "Do You Wanna Dance?" nådde plats #5 på Billboard-listan. Låten har sedan spelats in av bland andra Del Shannon, The Beach Boys, The Mamas and the Papas och Ramones. Han hade några mindre hitsinglar innan "C'mon and Swim" från 1964 blev hans andra stora hit. Efterföljande singlar nådde liten eller ingen framgång.

## Diskografi
- 1958 – Do You Wanna Dance?
- 1959 – Get in the Swim
- 1960 – Lovable Style of Bobby Freeman
- 1964 – C'mon and Swim